# Liste der Stolpersteine in Georgsmarienhütte
Die Liste der Stolpersteine in Georgsmarienhütte enthält alle Stolpersteine, die im Rahmen des gleichnamigen Projekts von Gunter Demnig in Georgsmarienhütte verlegt wurden. Mit ihnen soll an die Opfer des Nationalsozialismus erinnert werden, die in den Altgemeinden der Stadt Georgsmarienhütte lebten und wirkten. Die Aufklärung der Einzelschicksale durch die Historikerin Inge Becher ging auf einen Beschluss des Rates der Stadt zurück und war Teil des vom Anne Frank Zentrum in Berlin initiierten Projekts 70 Jahre danach. Generationen im Dialog. Mit der Unterstützung mehrerer Schulklassen wurden Senioren, welche die NS-Zeit noch selbst miterlebt haben, nach ihren Erlebnissen aus der Zeit befragt. Die Schüler gestalteten auch die Feierstunde, in der der Opfer, darunter ein dreieinhalbjähriges Mädchen, gedacht wurde.
Im Mai 2024 wurde bekannt, dass der Stolperstein, der an Bernhardine Mönkedieck erinnert, gestohlen wurde. Eine Anwohnerin hatte Anzeige erstattet. Im Juni des Jahres wurde ein neuer Stolperstein im Rahmen einer Gedenkzeremonie in den Bürgersteig eingelassen.

## Verlegte Stolpersteine
| Nr. | Adresse                | Ortsteil              | Verlege- datum | Person, Inschrift | Bild | Anmerkung |
| --- | ---------------------- | --------------------- | -------------- | --- | --- | --- |
|     | Karlstraße 14 ·        | Alt-Georgsmarienhütte | 28. Feb. 2014  | Hier wohnte Helene Plock geb. Heimbeck Jg. 1858 eingewiesen 1911 Heilanstalt Osnabrück ‘verlegt’ 24.4.1941 Heilanstalt Eichberg ermordet 22.5.1941                      | Stolperstein Georgsmarienhütte Karlstraße 14 Helene Plock | Helene Plock wurde aufgrund einer Erkrankung in die Heil- und Pflegeanstalt Osnabrück eingewiesen. Im Alter von 75 Jahren wurde sie im Rahmen der Aktion T4 nach Eichberg deportiert, einer Durchgangsstation für Menschen, die in den Gaskammern der Tötungsanstalt Hadamar umgebracht wurden. Sie starb durch Schlafmittel, die ihr täglich verabreicht wurden.                                                                                                |
|     | Malberger Straße 27 ·  | Alt-Georgsmarienhütte | 28. Feb. 2014  | Hier wohnte Albert Baller Jg. 1909 desertiert 1940 verurteilt 17.5.1940 erschossen 18.5.1940 Nivelles/Belgien                                                           | Stolperstein Georgsmarienhütte Malberger Straße 27 Albert Baller | Albert Baller nahm als Soldat am Westfeldzug teil und desertierte nach Beginn der ersten Kriegshandlungen in Belgien. Er wurde aufgegriffen und durch ein Kriegsgericht zum Tode verurteilt. |
|     | Sutthauser Straße 56 · | Holzhausen            | 28. Feb. 2014  | Hier wohnte Ignatz Wojewoda Jg. 1894 denunziert Schutzhaft 19.9.1938 Sachsenhausen ermordet 18.2.1940                                                                   | Stolperstein Georgsmarienhütte Holzhausen Sutthauser Straße 56 Ignatz Wojewoda | Der Pole Ignatz Wojewoda arbeitete auf der Hütte. Er wurde von der GeStaPo verhaftet, weil er bemerkt hatte: Wenn an der Grenze etwas passiert, sind immer beide Seiten Schuld. |
|     | Oeseder Straße 44 ·    | Oesede                | 28. Feb. 2014  | Hier wohnte Bernhardine Mönkedieck Jg. 1940 eingewiesen 24.5.1943 Pflegeanstalt Lüneburg Kinderfachabteilung ermordet 14.6.1944                                         | Bild gesucht Der Benutzer GeorgDerReisende ( Diskussion ) wünscht sich an dieser Stelle ein Bild vom Ort mit diesen Koordinaten 52.21108 8.06373 . Motiv: Oeseder Straße 44: der Stolperstein für Bernhardine Mönkedieck Falls du dabei helfen möchtest, erklärt die Anleitung , wie das geht. BW | Bernhardine Mönkedieck kam mit einer Behinderung zur Welt. Sie wurde in die Kinderfachabteilung der Landes-Heil- und Pflegeanstalt Lüneburg, die allein dafür eingerichtet wurde, behinderte Kinder zu töten, eingewiesen. Im Mai 2024 wurde der Stein gestohlen. Der neue Stein hat eine geänderte Inschrift, die alte Inschrift lautete: „Hier wohnte/Bernhardine Mönkedieck/Jg. 1940/'eingewiesen' 24.5.1943/Kinderfachabteilung Lüneburg/ermordet 14.6.1944“ |
|     | Oeseder Straße 85 ·    | Oesede                | 28. Feb. 2014  | In Oesede lebte Katharina Westenberg Jg. 1887 eingewiesen 1917 Heilanstalt Osnabrück ‘verlegt’ 24.4.1941 Heilanstalt Eichberg ermordet 10.6.1941 Tötungsanstalt Hadamar | Stolperstein Georgsmarienhütte Oeseder Straße 85 Katharina Westenberg | Katharina Westenberg lebte in Oesede, bis sie aufgrund einer Erkrankung in die Heil- und Pflegeanstalt Osnabrück kam. Im Alter von 54 Jahren wurde sie im Rahmen der Aktion T4 nach Eichberg deportiert, einer Durchgangsstation für Menschen, die in den Gaskammern der Tötungsanstalt Hadamar umgebracht wurden. Da ihr genauer Wohnort unbekannt ist, wurde der Stolperstein vor dem Rathaus verlegt.                                                         |